# Thiemo Vanmaris
Thiemo Vanmaris (Venlo, 16 maart 1994) is een Nederlands voetballer die doorgaans speelt als middenvelder. In juli 2022 verruilde hij EHC voor SC Irene.

## Clubcarrière
Vanmaris speelde bij de jeugd van VVV-Venlo en stapte in 2009 over naar die van Fortuna Sittard. In de zomer van 2013 werd hij overgeheveld naar het eerste elftal. Op 23 augustus 2013 debuteerde hij er in het eerste elftal, toen er met 1–0 verloren werd op bezoek bij FC Oss. Vanmaris mocht tien minuten voor tijd binnen de lijnen komen voor Patrick Amoah. In 2015 ging hij naar De Treffers. Begin 2016 ging hij in België voor Bilzerse Waltwilder spelen. In het seizoen 2016/17 kwam hij uit voor Esperanza Pelt en in juli 2017 verkaste Vanmaris naar SC Irene. Drie jaar later werd EHC zijn nieuwe club. Twee jaar later keerde hij terug naar SC Irene.

## Clubstatistieken
| Seizoen | Club            | Competitie     | Competitie | Competitie | Beker | Beker | Internationaal | Internationaal | Totaal | Totaal |
| Seizoen | Club            | Competitie     | Wed.       | Dlp.       | Wed.  | Dlp.  | Wed.           | Dlp.           | Wed.   | Dlp.   |
| ------- | --------------- | -------------- | ---------- | ---------- | ----- | ----- | -------------- | -------------- | ------ | ------ |
| 2013/14 | Fortuna Sittard | Eerste divisie | 1          | 0          | 0     | 0     | —              | —              | 1      | 0      |
| 2014/15 | Fortuna Sittard | Eerste divisie | 10         | 0          | 0     | 0     | —              | —              | 10     | 0      |
| Totaal  | Totaal          | Totaal         | 11         | 0          | 0     | 0     | 0              | 0              | 11     | 0      |